# Хюма хатун
Хюма хатун (на турски: Hüma Hatun; † 1449, Бурса) е наложница на османския султан Мурад II и майка на следващия султан Мехмед II.

## Произход
Произходът ѝ е трудно да бъде определен. Германският историк Франц Бабингер предполага, че е обърната в исляма наложница родена в обикновено славянско християнско семейство, тъй като произхождащите от знатни родове съпруги на султаните според османската традиция изрично биват упоменати в изворите. Освен това никъде в източниците не е отбелязано нейното име, а е наричана само с титлата си „хатун“. Също така в документите се среща и записът „госпожа, дъщеря на Абдула“, което отново набляга на нейния немюсюлмански произход. Името Хюма (в превод от персийски „райска птица“) ѝ е дадено от по-късни изследователи.
Отново Бабингер отбелязва, че султан Мурад II предпочита пред Мехмед по-големите си синове Ахмед и Алаедин Али, като причината за тази неприязън според него е майката на Мурад, чужденка-християнка по произход. Хийт Лоури изказва предположение, че Хюма е бивша робиня от славянски или гръцки произход. Византийските източници от това време също съобщават за чуждестранното потекло на Хюма. Изказано е предположение, че е италианка на име Стела похитена от пирати на 7-годишна възраст и дадена в харема на султана. Тази хипотеза обаче е определена като недостоверна от изследователите Бабингер и Сакаоглу. Бабингер опровергава и другата популярна версия, появила се през XVI в., че Хюма е френска принцеса.
Хюма хатун умира през 1449 г. и е погребана в Бурса в собствено тюрбе.